# Liste der Deutschen Meister im 6-Stunden-Lauf
Der 6-Stunden-Lauf ist eine Form des Ultramarathons, bei dem die Läufer innerhalb von sechs Stunden eine möglichst lange Strecke zurücklegen.
Der Wettbewerb fand erstmals im Jahr 2022 Aufnahme ins Programm offizieller Deutscher Leichtathletikmeisterschaften.

## Deutsche Meisterschaftsrekorde
| Einzelwertungen      | Männer | 084,0114 km | Martin Müller (Hamburg Running)                              | Delmenhorst  | 28. Juni 2025   |
| Einzelwertungen      | Frauen | 076,553 km  | Jasmin Beer (Die Laufpartner)                                | Kleinmachnow | 1. Oktober 2023 |
| Mannschaftswertungen | Männer | 227,77 km   | SV Sömmerda (Daniel Greiner, Stefan Thiel, Kevin Schünke)    | Delmenhorst  | 28. Juni 2025   |
| Mannschaftswertungen | Frauen | 214,085 km  | Die Laufpartner (Jasmin Beer, Hella Damerau, Melanie Anders) | Kleinmachnow | 1. Oktober 2023 |

## Deutsche Meister (DLV)
| Jahr | Ort          | Datum      | Männer                                    | Strecke [km] | Frauen                         | Strecke [km] |
| ---- | ------------ | ---------- | ----------------------------------------- | ------------ | ------------------------------ | ------------ |
| 2025 | Delmenhorst  | 28. Juni   | Martin Müller (Hamburg Running)           | 84,01100     | Anne Stephan (Die Laufpartner) | 73,222       |
| 2024 | Mörfelden    | 7. April   | Frank Merrbach (LG Nord Berlin Ultrateam) | 81,40400     | Katrin Ochs (LG Filder)        | 72,080       |
| 2023 | Kleinmachnow | 1. Oktober | Michael Ohler (TSV Kandel)                | 82,64364     | Jasmin Beer (Die Laufpartner)  | 76,553       |
| 2022 | Herne        | 22. Mai    | Christian Jakob (LC Auensee Leipzig)      | 75,15100     | Rebecca Lenger (LG Ultralauf)  | 64,936       |

## Mannschaften: Deutsche Meister (DLV)
| Jahr | Ort          | Datum      | Männer                                                         | Strecke [km] | Frauen                                                                  | Strecke [km] |
| ---- | ------------ | ---------- | -------------------------------------------------------------- | ------------ | ----------------------------------------------------------------------- | ------------ |
| 2025 | Delmenhorst  | 28. Juni   | SV Sömmerda (Daniel Greiner, Stefan Thiel, Kevin Schünke)      | 227,77000    | Die Laufpartner (Anne Stephan, Christiane Neidiger, Marieke Broeren)    | 209,930      |
| 2024 | Mörfelden    | 7. April   | LG Ultralauf (Ralf Gundermann, Fabian Deibl, Fabian Benz)      | 217,12000    | Spiridon Frankfurt (Stella Osterhoff, Ayline Heller, Mona Lesly Winter) | 199,489      |
| 2023 | Kleinmachnow | 1. Oktober | Die Laufpartner (Gerrit Wegener, Martin Armenat, Rainer Knust) | 223,61492    | Die Laufpartner (Jasmin Beer, Hella Damerau, Melanie Anders)            | 214,085      |
| 2022 | Herne        | 22. Mai    | LG Ultralauf (Fabian Deibl, Walter Hösch, Michael Bohm)        | 192,03600    | LG Ultralauf (Rebecca Lenger, Celina Kortüm, Sabine Kramer)             | 170,406      |